# Antonio de Zubiaurre
Antonio de Zubiaurre Martínez (Haro, 11 de agosto de 1916 - Madrid, 20 de enero de 2004) fue un poeta español.

## Biografía
Combatió con los Nacionales en la Guerra Civil, ascendiendo a teniente provisional. Fue también oficial de la División azul en el frente ruso, dirigiendo la Hoja de campaña, en sustitución de Dionisio Ridruejo. A su regreso, en Zaragoza, escribió en las revistas del SEU Proa y Popa, y posteriormente fundó la revista Pilar con José María Nasarre, Eugenio Frutos y Enrique Casamayor, publicación se inspiraba en la revista Jerarquía de Falange. En 1945 fue redactor de la Revista de Estudios Políticos, que dirigía Fernando Castiella. De 1947 a 1949 escribió en la revista Alférez, junto a Pedro Laín Entralgo, el Padre Llanos, Valente, Valverde, Manuel Fraga Iribarne y Rafael Sánchez Ferlosio, entre otros. Tomó parte en la "Misión poética", enviada por el gobierno a Sudamérica, junto a Leopoldo Panero, Agustín de Foxá y Luis Rosales.
En 1949 fue lector de español en Alemania, estando cuatro años en la Universidad de Hamburgo y otros cuatro en Heidelberg. Posteriormente, fue lector en Colombia en donde lanzó en 1960 la revista literaria Eco, junto al editor Bucholz y tradujo a autores alemanes. Fue uno de los asistentes al salón literario de la galerista Juana Mordó.
En el final de la dictadura franquista fue censor.

## Obras
- Poemas del mar solo (1946)[4]